# Luna (Cluj)
Pour les articles homonymes, voir Luna.
Luna est une commune de Transylvanie, en Roumanie, dans le județ de Cluj. Elle est composée des villages Luna, Gligorești et Luncani.

## Géographie
Luna est située à l'extrême sud-est du comté de Cluj, sur la rive droite de la rivière Arieș, juste avant sa confluence avec la Mureș. La capitale du district Cluj-Napoca est située à environ 40 km (à vol d'oiseau) au nord-ouest de Luna.

## Histoire
Le lieu est mentionné pour la première fois en 1270 sous le nom de Lona. Il appartenait alors au Royaume de Hongrie. Des documents du XVIe siècle parlent déjà d'une population majoritairement roumaine. En 1651, la ville a été en grande partie détruite par un incendie lors de troubles. Luna a ensuite traversé une grave crise pendant plusieurs décennies. En 1710 la peste fait rage et en 1717 les Tatars l'envahissent. En 1784, des serfs de Luna participèrent à la rébellion d'Horea.
En septembre 1848, des paysans roumains de huit villages se rassemblèrent à Luna pour protester contre leur enrôlement dans l'armée révolutionnaire hongroise. Le 12 septembre, ils commettent un massacre parmi les paysans qui fait 30 morts. Depuis la fin de la Première Guerre mondiale, Luna, comme toute la Transylvanie, appartient à la Roumanie.

## Population
Vers 1720, 36 familles vivaient dans le village de Luna, sans les villages aujourd'hui incorporés, ce qui devrait correspondre à environ 200 habitants. En 1750, il y avait 777 personnes vivant dans le village. Lors du recensement de 2002, 4 450 personnes vivaient dans toute la municipalité, dont 3 835 Roumains, 456 Hongrois, 155 Roms et 2 Allemands.